# Comuna de Sulęcin
Sulęcin (polaco: Gmina Sulęcin) é uma gminy (comuna) na Polónia, na voivodia da Lubúsquia e no condado de Sulęciński. A sede do condado é a cidade de Sulęcin.
De acordo com os censos de 2004, a comuna tem 16 288 habitantes, com uma densidade 50,9 hab/km².

## Área
Estende-se por uma área de 319,72 km², incluindo:
- área agricola: 27%
- área florestal: 55%

## Demografia
Dados de 30 de Junho 2004:
|                      | Total   | Total | Mulheres | Mulheres | Homens  | Homens |
| -------------------- | ------- | ----- | -------- | -------- | ------- | ------ |
|                      | pessoas | %     | pessoas  | %        | pessoas | %      |
| População            | 16 288  | 100   | 8305     | 51       | 7983    | 49     |
| Densidade (pop./km²) | 50,9    | 100   | 26       | 26       | 25      | 25     |

De acordo com dados de 2002, o rendimento médio per capita ascendia a 1359,9 zł.

## Subdivisões
- Brzeźno, Długoszyn, Drogomin, Grochowo, Małuszów, Miechów, Ostrów, Rychlik, Trzebów, Trzemeszno Lubuskie, Tursk, Wielowieś, Żarzyn, Żubrów.

## Comunas vizinhas
- Bledzew, Krzeszyce, Lubniewice, Lubrza, Łagów, Międzyrzecz, Ośno Lubuskie, Torzym